# Franz Sobanski
Franz Otto Sobanski (* 16. Oktober 1907 in Berlin; † 25. Februar 1991 ebenda) war ein deutscher Fußballspieler.

## Karriere

### Vereine
Sobanski gehörte zunächst dem Berliner SV 1892 an, für den er in den vom Verband Brandenburgischer Ballspielvereine ausgetragenen Meisterschaften als Mittelfeldspieler von 1928 bis 1931 Punktspiele bestritt. In den in zwei Gruppen ausgetragenen Meisterschaften schloss er mit seiner Mannschaft die Gruppe B als Drittplatzierter ab. In der Folgesaison belegte er mit seinem Verein den zweiten Platz in der Gruppe A, danach erneut den dritten Platz in der Gruppe B.
Von Juli 1931 bis Oktober 1932 gehörte er Eintracht Frankfurt an, für die er in der vom Süddeutschen Fußball-Verband ausgetragenen Meisterschaften in der Bezirksliga Main/Hessen Punktspiele bestritt. Als Sieger aus der Gruppe Main hervorgegangen, nahm sein Verein an der sich anschließenden und in zwei Gruppen ausgetragenen Endrunde um die Süddeutsche Meisterschaft teil und traf als Sieger der Gruppe Nord/West – mit einem Punkt vor dem FSV Frankfurt – im Endspiel um die Süddeutsche Meisterschaft auf den Sieger der Gruppe Süd/Ost, den FC Bayern München. In dem am 1. Mai 1932 in Stuttgart vor 20.000 Zuschauern ausgetragenen Finale, das in der 83. Minute beim Stand von 2:0 für seine Mannschaft wegen Zuschauertumulten abgebrochen werden musste, wurde er nicht eingesetzt; der regionale Meistertitel war ihm dennoch sicher, da Eintracht Frankfurt vom Süddeutschen Fußball-Verband zum Meister erklärt wurde. Infolgedessen nahm er mit seiner Mannschaft an der Endrunde um die Deutsche Meisterschaft teil und bestritt einzig das am 8. Mai 1932 im Maraunenhof-Stadion, Spielstätte des VfB Königsberg, mit 6:0 gegen den SV Hindenburg Allenstein gewonnene Achtelfinale; damit hatte er Anteil am zweiten Platz aufgrund der 0:2-Finalniederlage gegen den FC Bayern München am 12. Juni 1932 in Nürnberg.
Im Oktober 1932 kehrte er nach Berlin zurück und spielte eine Zeit lang für den Post SV Berlin, dem im September 1924 ersten gegründeten Postsportverein Deutschlands.
Von 1935 bis 1940 spielte er erneut für den Berliner SV 1892. In der fünf Jahre währenden Spielzeit in der Gauliga Berlin-Brandenburg, eine von zunächst 16, später auf 23 aufgestockten Gauligen zur Zeit des Nationalsozialismus als einheitlich höchste Spielklasse im Deutschen Reich, gewann er mit seiner Mannschaft zweimal die Gaumeisterschaft. Aufgrund der beiden Erfolge nahm er auch zweimal an der Endrunde um die Deutsche Meisterschaft teil und kam sowohl 1936, als auch 1938 in den jeweils sechs Gruppenspielen zum Einsatz und belegte beide Male den dritten Platz. Da nur die Gruppensieger der in vier Gruppen ausgetragenen Meisterschaft ins Halbfinale einzogen, war für ihn und sein Verein der Wettbewerb zweimal vorzeitig beendet.
Im 1935 eingeführten Wettbewerb um den Tschammerpokal, den Pokalwettbewerb für Vereinsmannschaften, bestritt er in vier aufeinander folgenden Jahren insgesamt neun Spiele. Sein Debüt gab er am 28. Juni 1936 beim 4:1-Zweitrundensieg über den Beuthener SuSV 09. Das anschließende am 6. September 1936 ausgetragene Achtelfinale verlor er mit 0:2 beim VfB Leipzig. Mit dem am 14. November 1937 mit 1:3 verlorenen Viertelfinale gegen den späteren Pokalsieger FC Schalke 04 drang er mit seiner Mannschaft am weitesten vor. Sein letztes Pokalspiel bestritt er am 10. Dezember 1939 bei der 1:2-Niederlage bei der WKG BSG Neumeyer Nürnberg im Achtelfinale.

### Auswahlmannschaft
Als Spieler der Auswahlmannschaft des Verbandes Brandenburgischer Ballspielvereine nahm er am Wettbewerb um den Bundespokal teil und erreichte mit ihr das Finale. Die am 9. März 1930 gegen die Auswahlmannschaft des Norddeutschen Fußball-Verbandes vor 17.570 Zuschauern im Altonaer Stadion ausgetragene Begegnung wurde mit 0:2 verloren; die Tore erzielten die beiden Spieler vom Hamburger SV, Otto Sommer in der 40. und Franz Horn in der 68. Minute.

## Erfolge
- Gaumeister Berlin-Brandenburg 1936, 1938
- Zweiter der Deutschen Meisterschaft 1932
- Süddeutscher Meister 1932
- Bundespokal-Finalist 1930